# Takuya Onishi
Takuya Onishi (en japonés: 大西 卓哉, Ōnishi Takuya; n. Tokio, Japón, 22 de diciembre de 1975) es un astronauta, piloto de aviación e ingeniero aeroespacial japonés. 
En 1998 al terminar su licenciatura universitaria, comenzó a trabajar para la compañía aérea All Nippon Airways, en la cual se desempeñaba dentro del Departamento de Servicio al Pasajero en el Aeropuerto Internacional de Tokio-Haneda.
Luego se quiso hacer piloto de aviación y tras años de preparación tanto en los Estados Unidos como en Japón, pudo conseguir la Licencia de Piloto Comercial (CPL), que le permitió dentro de su aerolínea ejercer de copiloto del avión Boeing 767, cubriendo rutas nacionales e internacionales. 
En marzo de 2009 dejó su trabajo de copiloto de aviación, porque fue seleccionado como candidato a astronauta de la Agencia Japonesa de Exploración Aeroespacial (JAXA). Como tal, tuvo que estar entrenando intensivamente en el centro espacial japonés de Tsukuba como en el Centro Espacial Lyndon B. Johnson de la NASA, hasta que finalmente obtuvo su capacitación de astronauta.
En 2011 la NASA lo escogió como miembro de la misión submarina NEEMO 15, en la cual tuvo que pasar varios días en el laboratorio "Aquarius Reef Base", situado en el fondo del océano en Cayo Largo (Florida). 
Fue enviado por primera vez al espacio el 7 de julio de 2016 desde el Cosmódromo de Baikonur (Kazajistán), a bordo de la nave espacial Soyuz MS-01, como tripulante la Expedición 48/49 a la Estación Espacial Internacional.
Tras 115 días en órbita, regresó sano y salvo a la tierra el 30 de octubre.

## Primeros años y formación

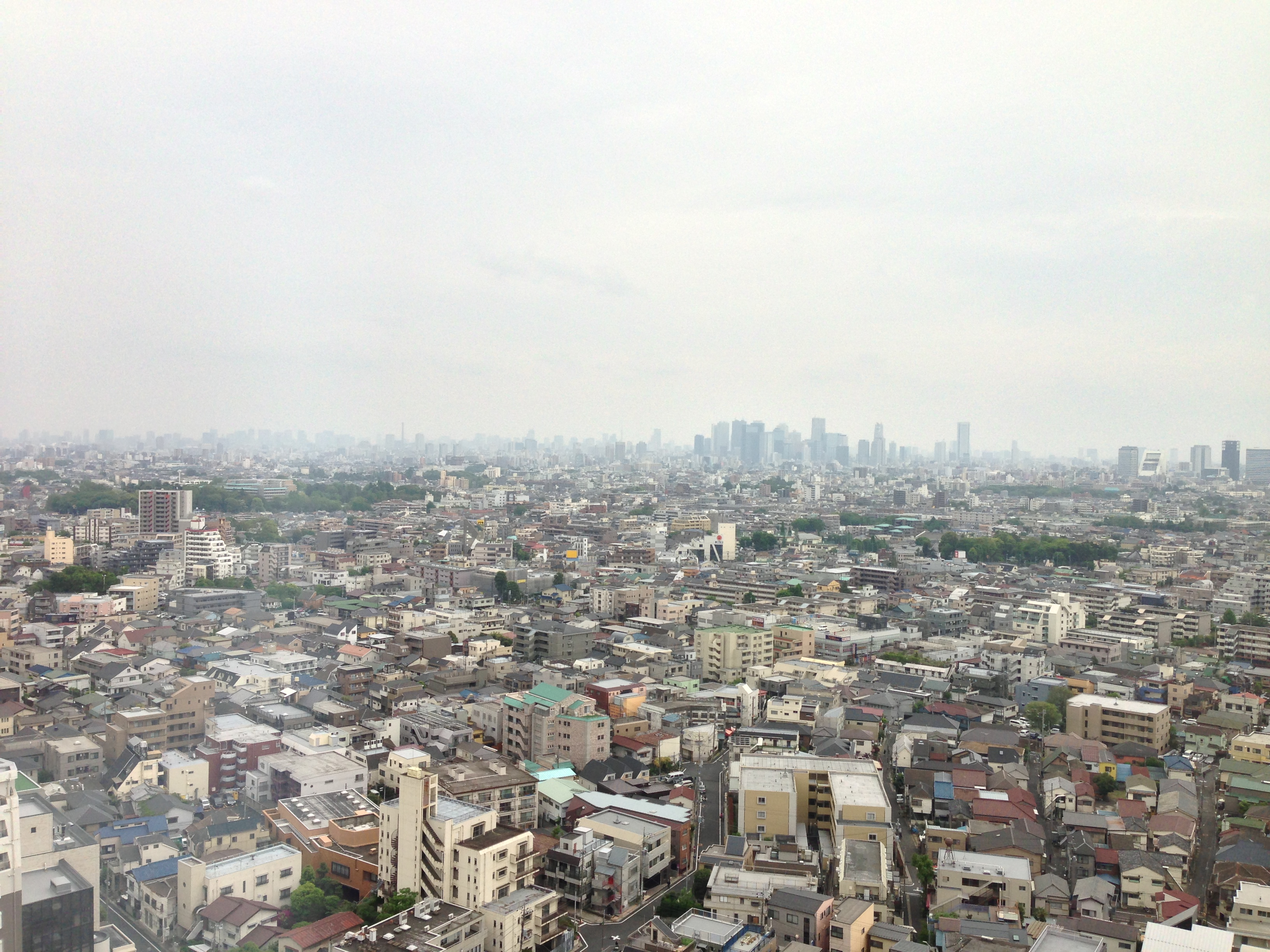
Su barrio natal.

Takuya Onishi (en idioma japonés: 大西 卓哉, Ōnishi Takuya), nació el día 22 de diciembre de 1975, en el Barrio de "Nerima" en la ciudad de Tokio.
Actualmente, él está casado y no tiene hijos. 
Además de su trabajo de astronauta y de piloto de aviación, las mayores aficiones que tiene, son las de viajar por el mundo, tocar el saxofón, el cine y practicar senderismo.
Se graduó en la educación secundaria por el instituto "Seiko Gakuin Junior & Senior High School" en la ciudad de Yokohama (prefectura de Kanagawa).
Posteriormente, en 1998 obtuvo el título universitario de "Bachelor of Engineering" con una Licenciatura en Ingeniería Aeroespacial por la Universidad Imperial de Tokio.

## Piloto de aviación comercial
En 1998, al obtener su Licenciatura en Ingeniería Aeroespacial, fue contratado por la compañía aérea japonesa "All Nippon Airways Co., Ltd." (ANA).
Como trabajador de esta aerolínea, fue asignado al Departamento de Servicio al Pasajero en el Aeropuerto Internacional de Tokio-Haneda, donde ejercía como agente de registro, facturación y personas asistidas durante el embarque.
Años más tarde decidió hacerse piloto de aviación para la compañía y por lo tanto se trasladó hacía los Estados Unidos para completar los dos años de entrenamiento de vuelo básico en una escuela profesional situada en la ciudad de Bakersfield (California). Después regresó a Japón y completó un año de entrenamiento avanzado en Tokio.
Finalmente consiguió obtener la Licencia de Piloto Comercial (CPL) y gracias a ello, en octubre de 2003 fue ascendido al puesto de copiloto del avión Boeing 767, con el que hasta marzo de 2009 estuvo cubriendo tanto rutas nacionales como rutas internacionales.

## Carrera espacial

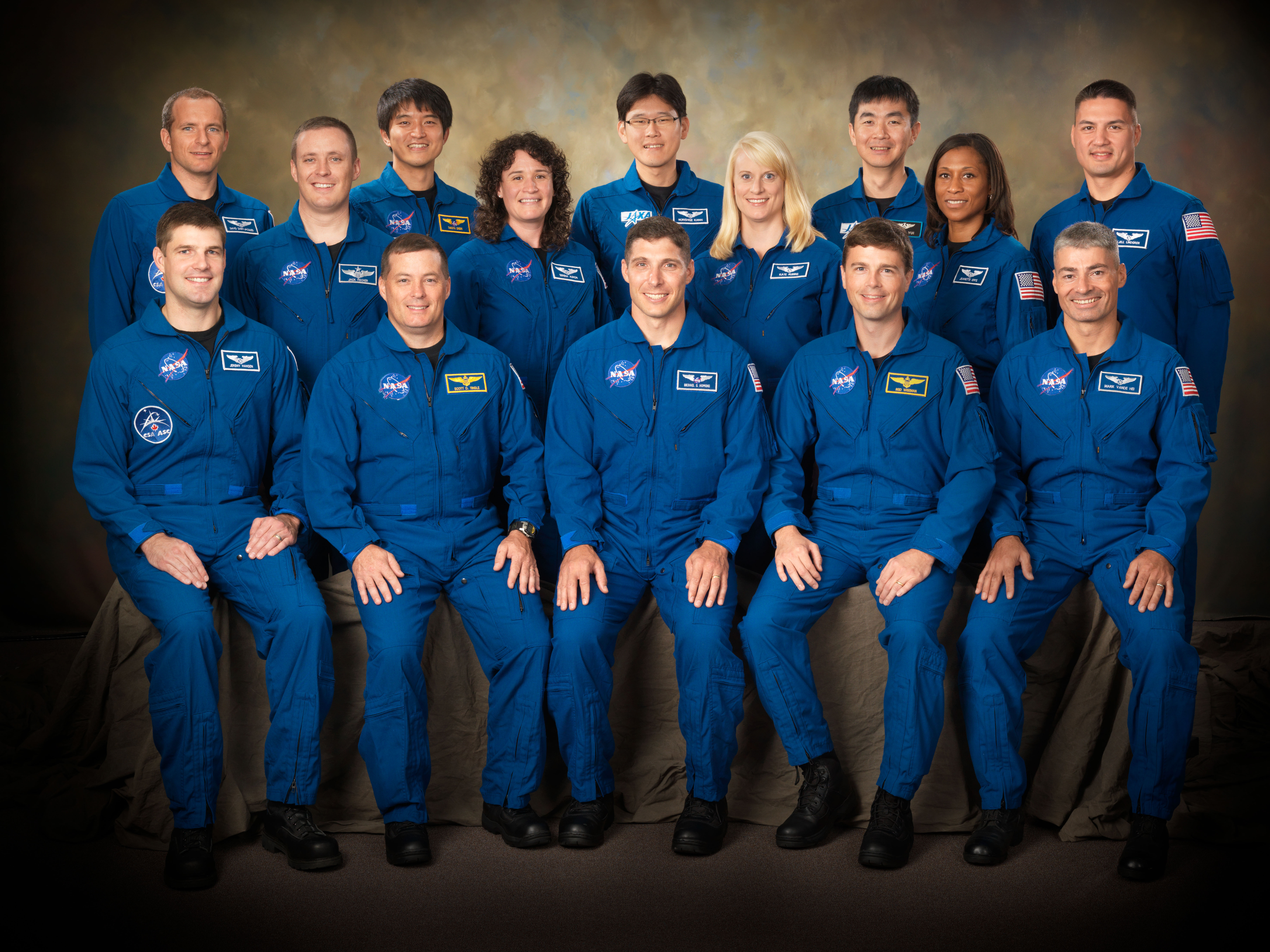
Junto a su grupo de entrenamiento en la NASA.

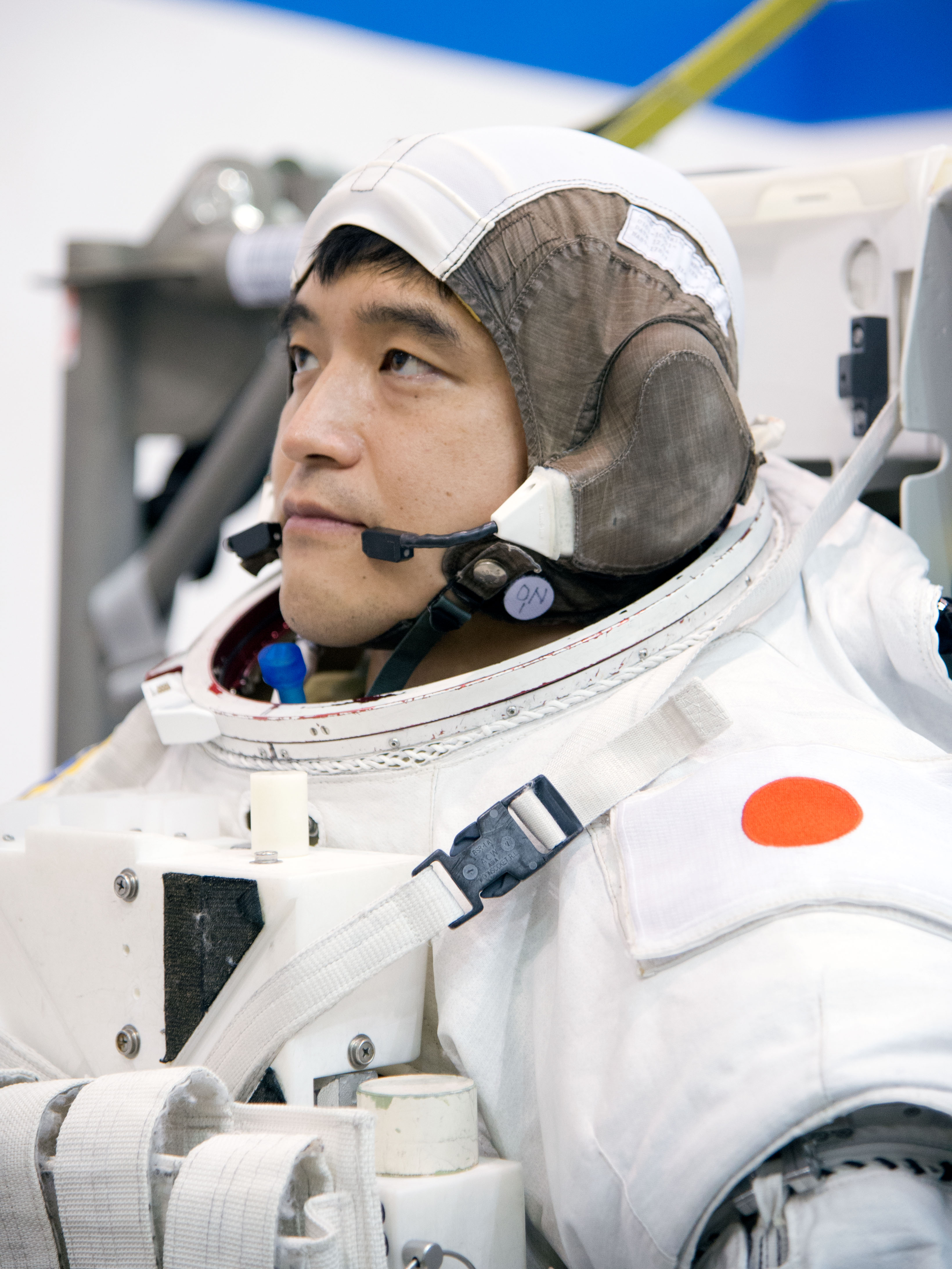
Entrenando en Houston.

En marzo de 2009 tuvo que dejar su carrera como piloto de aviación comercial, debido a que un mes antes fue seleccionado como uno de los candidatos a astronauta de la Agencia Japonesa de Exploración Aeroespacial (JAXA), para viajar a la Estación Espacial Internacional (ISS).
A partir del mes de abril, ya comenzó a asistir al programa nacional de Capacitación Básica de Astronautas de la ISS en el Centro Espacial de Tsukuba (TKSC) en la prefectura de Ibaraki.
En agosto volvió a los Estados Unidos, para asistir al Centro Espacial Lyndon B. Johnson de la NASA, en Houston (Texas), como uno de los catorce miembros del grupo número 20 de formación de astronautas de la NASA.
Allí participó en un programa de Capacitación para Candidatos a Astronautas que incluía sesiones informativas, científicas y técnicas, instrucción intensiva en sistemas sobre la ISS, entrenamiento en piscina gigante para realizar una actividad extravehicular (EVA), formación en robótica, entrenamiento fisiológico, entrenamiento de vuelo en el avión de combate Northrop T-38 Talon y entrenamiento de supervivencia tanto en el mar como en la naturaleza.
Una vez completado su largo entrenamiento, pudo obtener el título de cualificación oficial como astronauta y como primera misión espacial se le asignó la Expedición 48/49 a la Estación Espacial Internacional, prevista para el año 2016.

### NEEMO 15

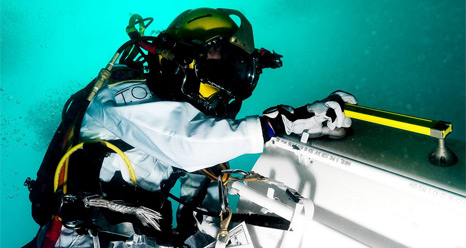
Trabajando durante la misión NEEMO 15.

Mientras tanto, el 19 de septiembre de 2011, la NASA anunció que Takuya Onishi pasaría a formar parte de la misión NEEMO ("NASA Extreme Environment Mission Operations"), en la cual se envían grupos de astronautas, ingenieros y científicos a alojarse en el laboratorio submarino "Aquarius Reef Base", durante un plazo máximo de tres semanas como preparatoria para una futura exploración espacial y el cual está situado a 5,6 kilómetros (3,5 millas) de Cayo Largo (Florida), en la reserva natural "Florida Keys National Marine Sanctuary", construido en el fondo del océano Atlántico junto a profundos arrecifes de coral a 19 metros (62 pies) por debajo de la superficie.
En un principio estaba previsto que la misión NEEMO 15 comenzase entre el 15 o el 17 de octubre, pero se tuvo que retrasar al 20 de octubre debido al clima tormentoso y a la alta mar.
Durante su estancia dentro del laboratorio submarino, estuvo acompañado de los astronautas y científicos Shannon Walker que fue la persona encargada de comandar esta misión, David Saint-Jacques, Steve Squyres, James Talacek y Nate Bender.
Esta misión tuvo que finalizar el 26 de octubre, antes de lo previsto, por el acercamiento del huracán Rina.

### Expedición 48/49

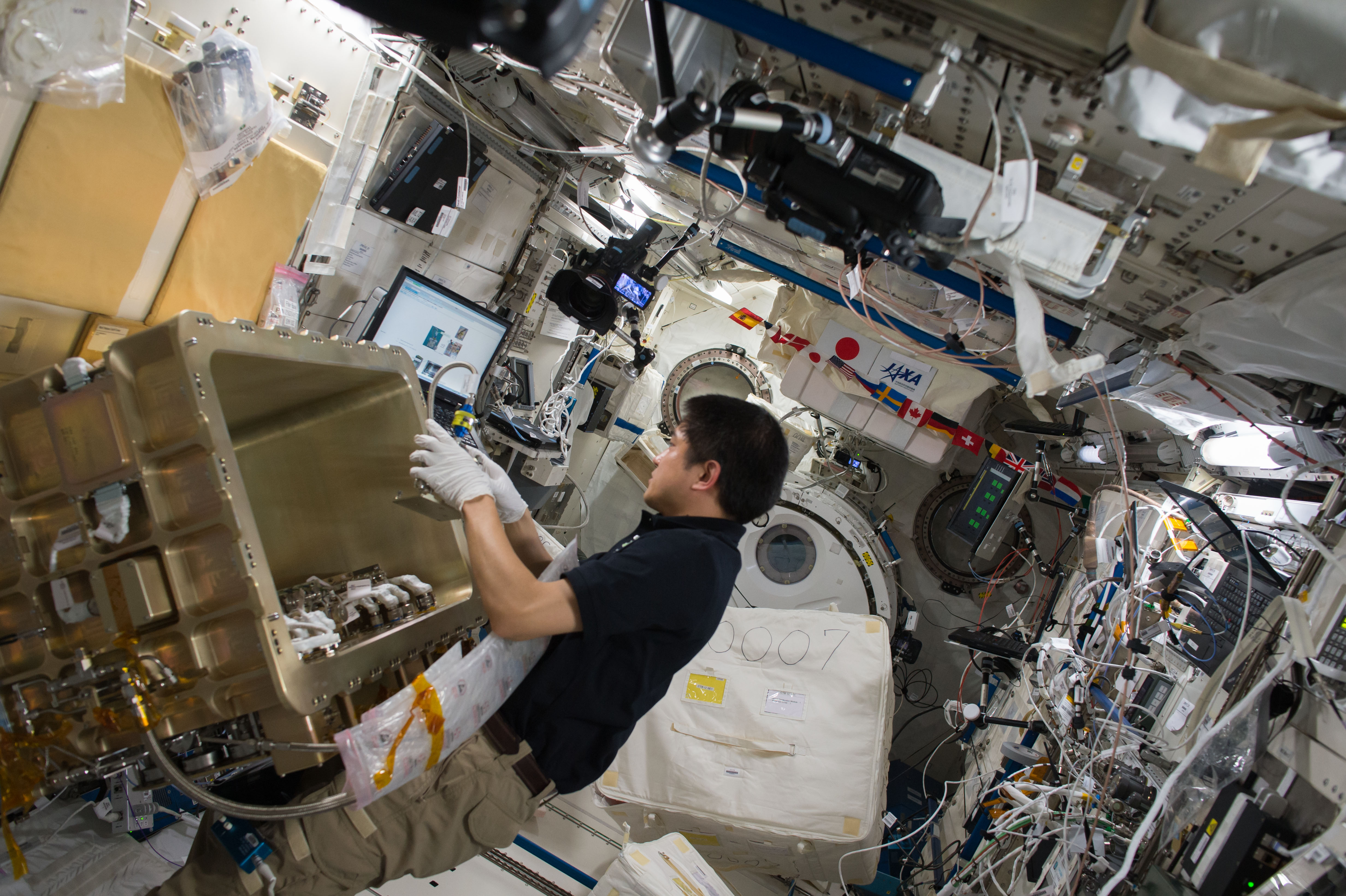
Realizando experimentos en el módulo Kibo.

Como miembro de la Expedición 48/49, Takuya Onishi pudo ser lanzado por primera vez al espacio, el día 7 de julio de 2016 desde el Cosmódromo de Baikonur (Kazajistán). En calidad de ingeniero de vuelo número 2, fue a bordo de la nave espacial Soyuz MS-01 hacia la Estación Espacial Internacional, junto al ruso Anatoli Ivanishin y la estadounidense Kathleen Rubins.
Este lanzamiento, inicialmente estaba previsto para el mes de junio, pero fue retrasado al 7 de julio, debido a problemas con el sistema de control que podrían afectar al acoplamiento con la Estación Espacial Internacional. Este acoplamiento tuvo lugar el 9 de julio. 

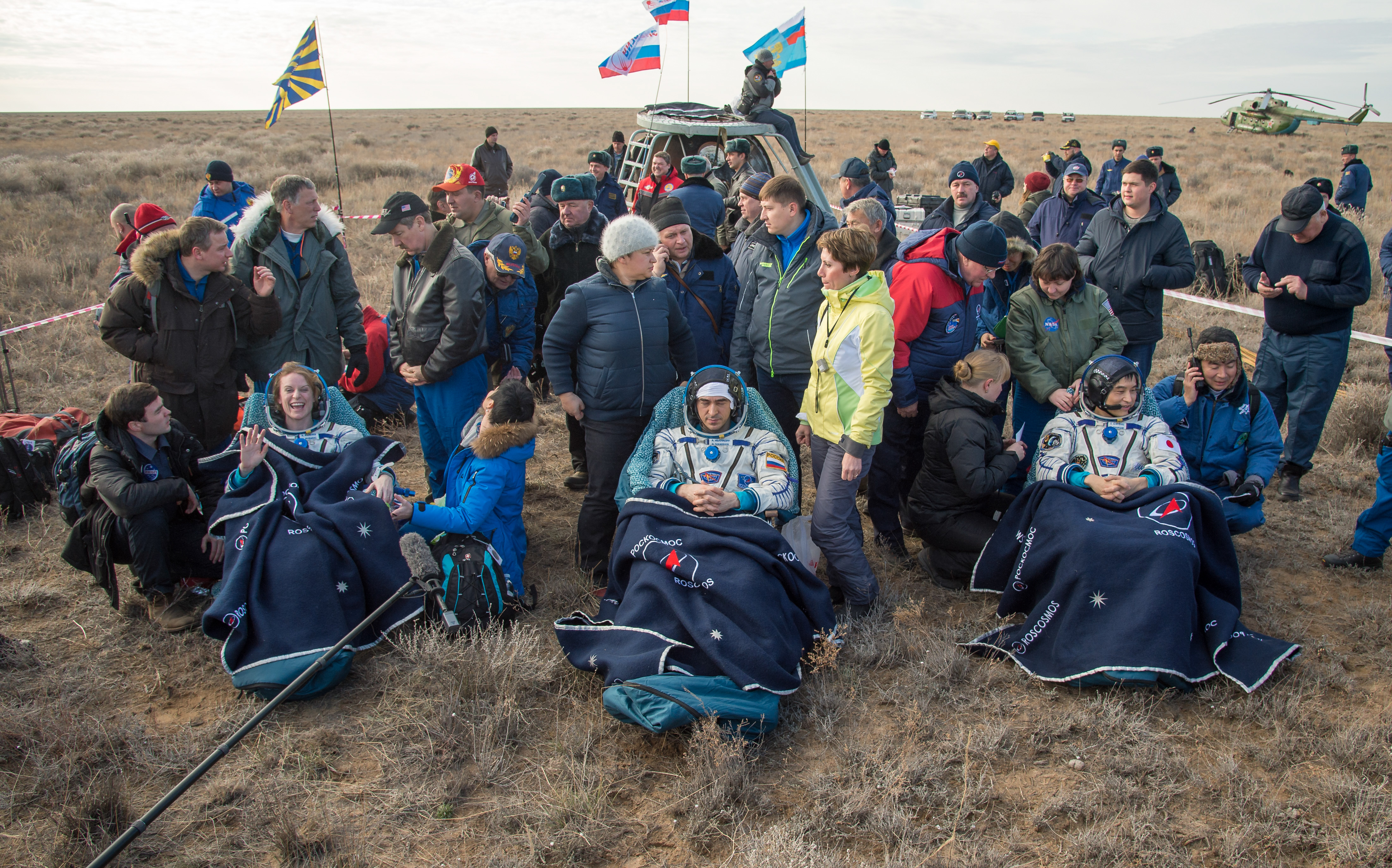
En la derecha, tras su regreso a tierra.

Durante su estancia en la Estación Espacial, participó en múltiples experimentos científicos dentro del módulo de experimentación japonés Kibo y contribuyó al mantenimiento y operaciones de la estación.
Una de las tareas de mantenimiento destacadas fue junto a su compañera estadounidense Kathleen Rubins, en la cual usando el brazo robótico Canadarm 2 pudieron atrapar a la nave de la sexta misión de reabastecimiento Cygnus CRS OA-5, que a las 10:53 a. m. la colocaron en el puerto que ve hacia la Tierra del módulo Nodo Unity. En los días siguientes, pudieron abrir la compuerta de dicha nave y comenzaron a descargar el cargamento que contenía agua, alimentos, aparatología para realizar numerosas investigaciones, etc.
Finalmente el día 30 de octubre, con la cápsula "Spuskaemi Apparat" (SA) de la nave Soyuz regresaron a la Tierra, aterrizando sanos y salvos a las 03:58 UTC a 150 kilómetros de la ciudad de Dzhezkazgan en el desierto de Kazajistán.
De esta manera terminó así su misión, que tuvo una duración de 115 días en órbita.